# 안킷 마이니
안킷 마이니는 1989년 12월 6일에 태어난 인도의 크리켓 선수이다. 그는 2018-19 시드 무슈타크 알리 트로피에서 2019년 2월 21일 히마찰 프라데시(Himachal Pradesh)팀으로 T20 데뷔를 했다. 그리고 2019-20 비제이 하자레 트로피에서 2019년 10월 2일 히마찰 프라데시팀으로부터 리스트 A 데뷔를 했다. 그의 크리켓 경력에 대한 더 많은 정보는 ESPNcricinfo 프로필에서 확인할 수 있다.